# الإقناع في فقه الإمام أحمد بن حنبل (كتاب)
الإقناع في فقه الإمام أحمد بن حنبل ويسمى اختصارًا الإقناع كتاب فقهي ألفه الفقيه شرف الدين أبوالنجا موسى بن أحمد الحجاوي المقدسي الصالحي (ت: 968 هـ)، وهو كتاب على مذهب الإمام أحمد بن حنبل. يعد الكتاب ديوان المذهب الحنبلي، حيث قام الحجاوي بتكوين متن يجمع بين كتاب الفروع لابن مفلح ومحاسن تصحيحات علاء الدين المرداوي، فألف كتاب الإقناع، والذي جمع فيه الراجح من أقوال المتقدمين والمتأخرين. قام بتحقيق الكتاب عبد اللطيف محمد موسى السبكي.

## مقدمة الكتاب
قال الحجاوي في مقدمة كتابه الإقناع:
| الإقناع في فقه الإمام أحمد بن حنبل (كتاب) | فهذا كتاب في الفقه على مذهب إمام الأئمة ومجلي دجى المشكلات المدلهمة الزاهد الرباني والصديق الثاني أبى عبد الله أحمد بن محمد بن حنبل الشيباني رضي الله عنه وأرضاه وجعل جنة الفردوس ماواه اجتهدت في تحرير نقوله واختصارها لعدم تطويله مجردا غالبا عن دليله وتعليله على قول واحد وهو مارجحه أهل الترجيح منهم العلامة القاضي علاء الدين في كتبه الإنصاف وتصحيح الفروع والتنقيح وربما ذكرت بعض الخلاف لقوته وربما عزوت حكما إلى قائله خروجا من تبعته وربما أطلقت الخلاف لعدم مصحح ومرادي بالشيخ شيخ الإسلام بحر العلوم أبو العباس أحمد بن تيمية وعلى الله أعتمد ومنه المعونة أستمد هو ربى لا إله إلا هو عليه توكلت واليه متاب. | الإقناع في فقه الإمام أحمد بن حنبل (كتاب) |

## منهج الحجاوي
اتبع الحجاوي في كتابة كتابه المنهج الذي وضحه في مقدمته نفسها، فشمل منهجه على القواعد التالية اتبع الحجاوي في كتابة كتابه المنهج الذي وضحه في مقدمته نفسها، فشمل منهجه على القواعد التالية:
- قسم الحجاوي الكتاب إلى كُتب، والكتب إلى أبواب، والأبواب إلى فصول.
- رتب الموضوعات في كتابه على طريقة الحنابلة، فبدأ بكتاب الطهارة، وانتهى بكتاب الإقرار.
- تهذيب الأقوال المنقولة عن أحمد بن حنبل.
- اختصر ما نقله من أحكام، وذلك وفق ما يلي: اختصار الأقوال اختصارًا غير مخلٍ بالمعنى أو الحكم، نقل الحكم عن أحمد بن حنبل دون نقل الدليل، عدم ذكر الأقوال المتفرقة في المسألة الواحدة، والاقتصار على القول الراجح إلا في حالة لم يتضح له القول الراجح، فيذكر الأقوال ويعزوها لأصحابها، ذكر الأحكام الشرعية دون علتها، تجنب ذكر الخلاف إلا إن كان دليل المخالف قويًا فيذكر رأيه ودليله.
- نسب الأقوال لمصدرها أو لقائلها في حال عدم وجود كتاب مرجعي.
- الأخذ بقول ابن تيمية بعد أحمد بن حنبل في كثيرٍ من المسائل.
- خالف الحجاوي المشهور في المذهب في بعض الاختيارات.

## اختصارات وردت في الكتاب
في كتب الفقه والشريعة الإسلامية عادةً يقوم المؤلف باختصار بعض الكلمات تجنبًا للتطويل أو التكرار المراد بتلك الكلمات زيادةً في الفصاحة أو لبداهة المعنى، فقد يشير أحد المؤلفين لصحيح البخاري بـ (خ) ولصحيح مسلم بـ (م)، وغير ذلك، ومن الاختصارات التي استخدمها الحجاوي:
- الإمام: يقصد به أحمد بن حنبل الشيباني. فهو إمام المذهب.
- الرواية: ويقصد بها هنا الحكم الشرعي، وهي اختصارٌ للحكم المروي عن الإمام. ومن ذلك ذكر الحجاوي في باب أهل الزكاة: ومن أعتق من الزكاة فما رجع من ولائه رد في عتق مثله في رواية.
- الأظهر – الأصح – المنصوص: ويذكر تلك الكلمات بعد عرض بعض الآراء، فيختار الأصح منها أو الراجح.
- الأصحاب – أصحابنا: والمراد بهم أصحاب أحمد بن حنبل.
- الإيماء: أومأ إليه الإمام أحمد. وذلك في مسائل لم يقل الإمام حكمها صراحةً، إنما أومأ له إيماءً.
- الظاهر: المشهور في المذهب.
- القاضي: ويقصد به محمد بن الحسن بن الفراء، أبو يعلى.
- المنقِّح: والمقصود به هنا علاء الدين علي بن سليمان المرداوي. ولُقب بذلك لأنه نقح كتاب المقنع في كتابه «التنقيح المشبع».
- الناظم: المقصود به هو محمد بن عبد القوي المرداوي، صاحب كتاب «عقد الفرائد وكنز الفوائد».

## كُتب كتبت على الكتاب
- «غريب الإقناع» وألفه الحجاوي نفسه، وقد اشتمل على شرح الغريب في الكتاب.[6]
- «غاية المنتهى في الجمع بين الإقناع والمنتهى» وهو كتاب يجمع بين كتاب الإقناع، وكتاب منتهى الإرادات. ألفه مرعي الكرمي، ونُشر للمرة الأولى عام 1959.
- كشاف القناع في شرح الإقناع: تأليف منصور بن يونس البهوتي.
- حاشية الإقناع: تأليف منصور بن يونس البهوتي.
- حاشية الإقناع: تأليف محمد ابن أحمد البهوتي الخلوتي.
- المجموع فيما هو كثير الوقوع: تأليف عبد الله بن عبد الرحمن أبا بطين، اختصر فيه الإقناع مع بعض الزيادات.
- «الأضواء والشعاع على كتاب الإقناع» كتبه عبد الله بن عمر بن دهيش، لكن لم يكمله.
- «التعليق الحاوي على إقناع الحجاوي» ألفه أيضًا عبد الله بن عمر بن دهيش.